# تي رينا كينان
تي رينا كينان (بالإنجليزية: Te Rina Keenan)‏ هي منافسة ألعاب القوى نيوزيلندية، ولدت في 29 يونيو 1990 في أوكلاند في نيوزيلندا.

## وصلات خارجية
- تي رينا كينان على موقع الاتحاد الدولي لألعاب القوى (الإنجليزية)